# Dog World
Dog World ist ein futuristischer Big-Budget Endzeit-Porno-Spielfilm des Regisseurs Roberto Valtueña aus dem Jahr 2008. Er wurde bei den Eroticline Awards 2008 als bester europäischer Feature Film ausgezeichnet.

## Handlung
Die Geschichte spielt nach einem atomaren Krieg. Luna und Jasmin kämpfen ums Überleben und treffen auf streunende Söldner sowie einen Gefängnisleiter, der seine Gefangenen wie Sklaven hält. Zudem begegnen sie Geheimbünden, die in unterirdischen Katakomben besondere Spiele veranstalten.

## Wissenswertes
- Der Film macht Anleihen bei Mad Max und Dogville.
- Der Regisseur drehte auch den mehrfach ausgezeichneten Film The Gift.

## Auszeichnungen
- 2008: Eroticline Award: Best European Feature Film
- 2008: FICEB Award: Mejor actor de reparto/Best Supporting Actor (Paco Roca)

## Fortsetzungen
Im Jahr 2009 wurde der zweite Teil mit dem Titel „The Resolution - Dog World 2“ veröffentlicht. Regie führte wieder Roberto Valtuena. Darsteller sind unter anderem: Salma de Nora, Dunia Montenegro, Sophie Evans, Mick Blue und Olivier Sanchez. Der zweite Teil erhielt 2008 den FICEB Award als „Bester Spanischer Film“. In weiteren Kategorien wurden vier Darsteller ausgezeichnet.